# فرشته و راهزن
فرشته و راهزن (به انگلیسی: Angel and the Badman) فیلمی در ژانر وسترن است. کارگردان فیلم فرشته و راهزن، جیمز ادوارد گرنت است. این فیلم در سال ۱۹۴۷ میلادی ساخته شد.

## بازیگران
- جان وین در نقش کویرت ایوانس
- گیل راسل در نقش پنلوپ ورث
- هری کری در نقش مک کلینتاک
- بروس کابوت در نقش لاردو ستیونز
- ایرنه ریچ در نقش خانم ورث
- لی دیکسون در نقش رندی مک کال
- استفان گرنت در نقش جانی ورث
- تام پاورز در نقش دکتر منگرام
- پاول هارست در نقش فردریک کارسون
- اولین هاولند در نقش بردلی
- حان هالوران در نقش توماس ورث
- جوان بارتون در نقش لیلا نیل
- کریگ وودز در نقش وارد ویثرز
- مارشال رید در نقش نلسون
- پائول فیکس
- سیمونا بانیفیس در نقش خانم رقاصه در حال (درج نشده) [۲]